# 南知多町立内海小学校
南知多町立内海小学校（みなみちたちょうりつ うつみしょうがっこう）は、愛知県知多郡南知多町にある公立小学校。

## 校区
- 南知多町北部（旧・知多郡内海町の小学校であり、内海、山海が校区である。公立中学校の場合の進学先は南知多町立内海中学校である[1]。

## 沿革
内海小学校HPの学校紹介では、明治20年4月にいくつかの分場が統合され尋常小学内海学校となったとなっている。ここでは明治20年以前についても記述する。
- 1872年（明治5年）
  - 7月 - 東端村の宝積院[注釈 1]に郷学校として東端郷学校が開校する。
  - 10月 - 中之郷村の如意輪寺[注釈 2]に郷学校として中ノ郷郷学校が開校する。
- 1873年（明治6年）
  - 3月 - 中之郷村の中ノ郷郷学校が学制により第61番小学郷聚学校となる。中之郷村、北脇村、馬場村、西端村の児童が通学する。
  - 9月 - 第62番小学庠越学校が開校する。吹越村、岡部村の児童が通学する。
  - 9月 - 東端村の東端郷学校が学制により第60番小学東明学校となる。東端村、利屋村、名切村、楠村、内福寺村の児童が通学する。
- 1876年（明治9年） - 中郷学校、庠越学校が吹越学校、東明学校が東端学校に改称する。
- 1878年（明治11年） - 岡部村、中之郷村、北脇村、馬場村、西端村、東端村、利屋村、名切村、楠村、吹越村、内福寺村が合併し、内海村となる。
- 1887年（明治20年）4月 - 中郷学校、吹越学校、東端学校が統合され、尋常小学内海学校が発足する。
- 1889年（明治22年）10月1日 - 町村制により知多郡内海村が発足する。
- 1892年（明治25年）
  - 10月 - 内海尋常小学校に改称する。
  - 11月 - 高等科を設置し、内海尋常高等小学校に改称する。
- 1893年（明治26年）11月8日 - 内海村が町制施行し、内海町となる。
- 1906年（明治39年）7月1日 - 内海町と山海村が合併し、内海町となる。
- 1941年（昭和16年）4月1日 - 知多郡内海町内海国民学校に改称する。
- 1947年（昭和22年）4月1日 - 内海町立内海小学校に改称する。
- 1961年（昭和36年）6月1日 - 内海町、豊浜町、師崎町、篠島村、日間賀島村が合併し、南知多町が発足する。同時に南知多町立内海小学校に改称する。
- 1973年（昭和48年）5月 - 新校舎（鉄筋コンクリート造3階建）が完成する。
- 1980年（昭和55年）2月 - 校舎を増築する。
- 2009年（平成21年）4月 - 南知多町立山海小学校を統合する。

## 交通アクセス
- 名鉄知多新線内海駅下車、徒歩約12分。
- 海っ子バス西海岸線「内海海岸」バス停より徒歩約3分。

## 周辺施設
- 南知多町立内海中学校
- 南知多町役場内海サービスセンター
- 内海郵便局
- 知多信用金庫内海支店
- 千鳥ヶ浜・内海海水浴場
- 内海温泉